# 194 (nombre)
« Cent quatre-vingt-quatorze » redirige ici. Pour l'année, voir 194.
194 (cent quatre-vingt-quatorze ou cent nonante-quatre) est l'entier naturel qui suit 193 et qui précède 195.

## En mathématiques
Cent quatre-vingt-quatorze est :
- Un nombre nontotient.

## Dans d'autres domaines
Cent quatre-vingt-quatorze est aussi :
- Années historiques : -194, 194